# Oceanic Remixes Vol. IV
Oceanic: Remixes Vol. IV – wydawnictwo z remiksami utworów grupy Isis. Płyta gramofonowa jest ostatnią częścią czteroelementowej serii remiksów z płyty Oceanic stworzonej przez rozmaitych twórców. Limitowana do 2500 kopii w jednej kolorystyce.

## Lista utworów
1. "The Beginning And The End" (Venetian Snares remix) – 05:05
2. "From Sinking, To: Drowning" (Destructo Swarmbots remix) – 07:14
3. "Weight" (Fennesz remix) – 06:34